# Porto Grande (Capo Verde)

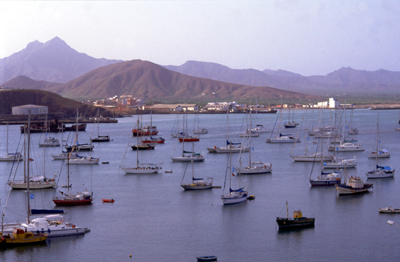
Porto Grande

Porto Grande è il porto principale della città di Mindelo e dell'isola di Capo Verde su cui questa si trova, São Vicente. Esso si trova ad ovest della città e nord-ovest dell'isola, di fronte alla Baia di Mindelo, con la quale è collegato. Il porto si trova a circa 1 km dal centro della città. Esso è sotto la giurisdizione ENAPOR, l'autorità portuale di Capo Verde. Lungo 340 m da sudest a nordovest e 11.5 m da sudovest a nordest, esso funziona come centro di smistamento dei carichi mercantili per le altre isole e, più raramente, per altre parti del mondo: gran parte delle navi straniere recano merci d'importazione dal Nordamerica, dal Brasile e dall'America Latina in genere.
All'entrata del porto si trova l'isolotto Dos Pássaros, alto 82 m sul livello del mare, su cui si trova il faro.

## Utilizzo
Il porto era la stazione principale utilizzata per il rifornimento di carburante dalle navi estere da carico; tale rifornimento riguardava anche il carbone ed il culmine delle navi che attraccavano all scopo venne raggiunto a metà del XIX secolo, ma nel 1956 il servizio di rifornimento di carbone ebbe termine, rimpiazzato da quello dei combustibili liquidi.

## Espansione
Il porto ha visto una serie di ampliamenti, compreso quello della metà del XX secolo e l'ultimo risale alla fine del 1997 come parte del Projecto de Modernização do Porto Grande (Progetto di modernizzazione del Porto Grande), quando il porto estese di 1,750 km di banchine. L'espansione ha ampliato il porto a 45.000 m² di superficie e migliorato le sue strutture come stazione marittima, terminale passeggeri ed altri servizi.